# Klaus Besser (Politiker)

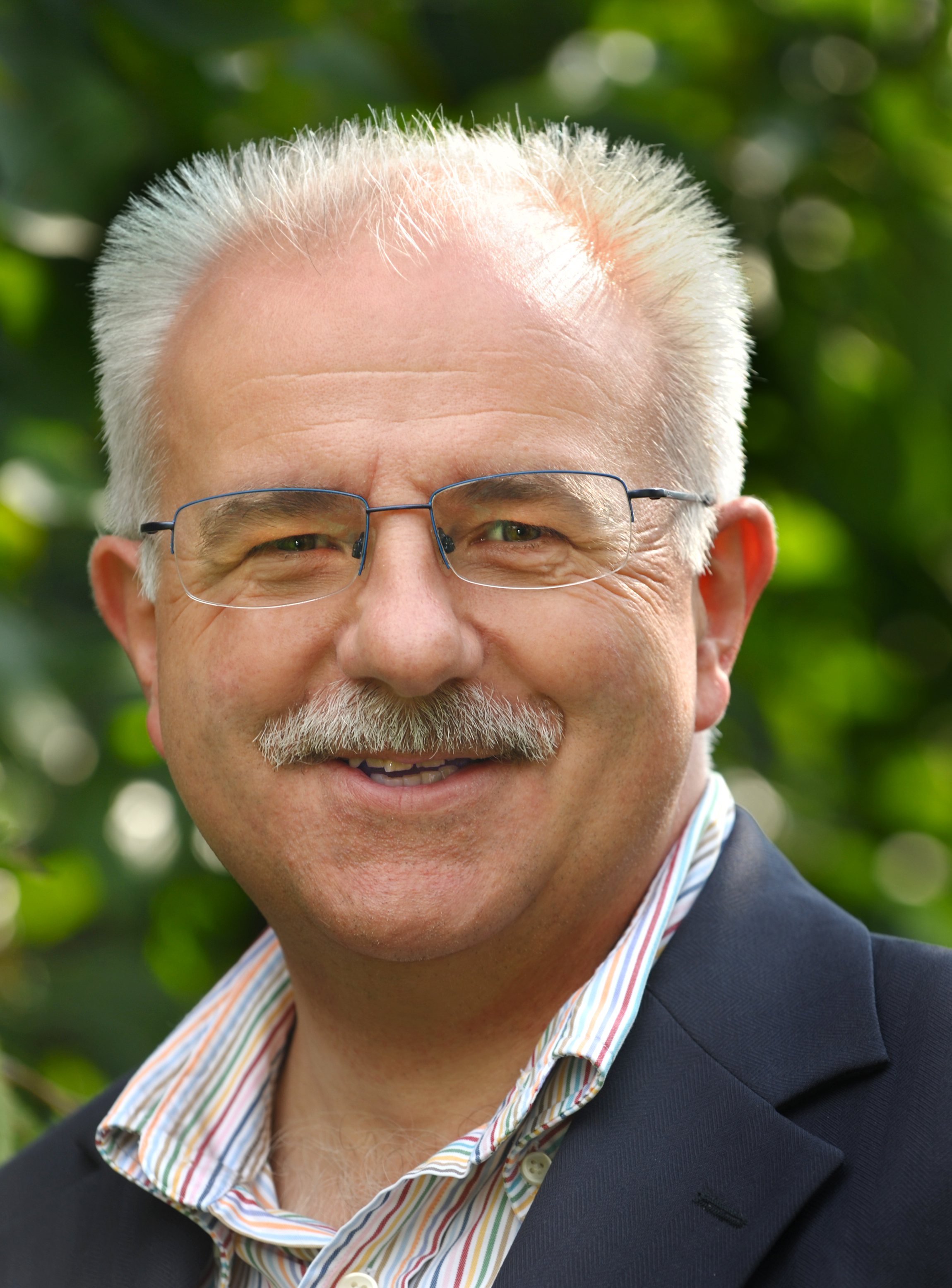
Klaus Besser 2008

Klaus Besser (* 12. April 1960 in Steinhagen) ist ein deutscher Politiker (SPD). Er war von November 1994 bis Oktober 2020 Bürgermeister der ostwestfälischen Gemeinde Steinhagen. 

## Leben
Nach dem Besuch der Steinhagener und Haller Hauptschule und der Höheren Handelsschule in Halle (Westf.) studierte Besser von 1977 bis 1980 an der Fachhochschule für öffentliche Verwaltung Nordrhein-Westfalen in Bielefeld und von 1981 bis 1984 an der Verwaltungsakademie Ostwestfalen-Lippe in Bielefeld. Bis zum 31. August 1996 war er als Diplom-Verwaltungswirt (FH) bei der Stadtverwaltung Bielefeld im Bezirksamt Brackwede und im Personalamt tätig. 
Am 2. November 1994 wurde er zum ehrenamtlichen Bürgermeister der Gemeinde Steinhagen im Kreis Gütersloh gewählt. Ab dem 1. September 1996 war er hauptamtlicher Bürgermeister und wurde 1999, 2004, 2009 und 2014 jeweils im ersten Wahlgang wiedergewählt. Von 2014 bis 2020 war Besser als dienstältester Bürgermeister im Kreisgebiet Sprecher der Bürgermeisterinnen und Bürgermeister im Kreis Gütersloh. Am 16. März 2020 kündigte Besser an, bei der Kommunalwahl am 13. September 2020 nicht mehr zu kandidieren. Seine Amtszeit endete somit am 31. Oktober 2020. Zu seiner Nachfolgerin wurde am 27. September 2020 Sarah Süß (SPD) gewählt. 
Am 3. November 2023 wurde Besser zum Ehrenbrandmeister der Freiwilligen Feuerwehr Steinhagen ernannt.
Besser ist verheiratet und hat zwei Kinder aus erster Ehe sowie drei Enkelkinder.

## Partei
Besser trat am 7. September 1983 in die SPD ein. 1984 kandidierte er zum ersten Mal für den Rat der Gemeinde Steinhagen, dem er vom 5. Oktober 1986 bis 31. Oktober 2020 ununterbrochen angehörte. Von 1987 bis 1989 war er Vorsitzender des Kulturausschusses und von 1989 bis 1994 Fraktionsvorsitzender. Dem Vorstand des SPD-Ortsvereins Steinhagen gehörte er von 1989 bis 2017 an.